# USS Plaice (SS-390)
USS Plaice (SS-390) là một  tàu ngầm lớp Balao được Hải quân Hoa Kỳ chế tạo trong Chiến tranh Thế giới thứ hai. Nó là chiếc tàu chiến duy nhất của Hải quân Hoa Kỳ được đặt cái tên này, theo tên một loài thuộc họ cá bơn mắt phải. Nó đã phục vụ trong suốt Thế Chiến II, thực hiện tổng cộng sáu chuyến tuần tra, đánh chìm bốn tàu Nhật Bản với tổng tải trọng 2.943 tấn. Được cho ngừng hoạt động sau khi xung đột chấm dứt vào năm 1947, nó được chuyển cho Brazil và tiếp tục phục vụ như là chiếc Bahia (S-12) cho đến khi bị tháo dỡ vào năm 1973. Plaice được tặng thưởng sáu Ngôi sao Chiến trận do thành tích phục vụ trong Thế Chiến II.

## Thiết kế và chế tạo
Thiết kế của lớp Balao được cải tiến dựa trên  tàu ngầm lớp Gato dẫn trước, là một kiểu tàu ngầm hạm đội có tốc độ trên mặt nước cao, tầm hoạt động xa và vũ khí mạnh để tháp tùng hạm đội chiến trận. Khác biệt chính so với lớp Gato là ở cấu trúc lườn chịu áp lực bên trong dày hơn, và sử dụng thép có độ đàn hồi cao (HTS: High-Tensile Steel), cho phép lặn sâu hơn đến 400 ft (120 m). Con tàu dài 311 ft 9 in (95,02 m) và có trọng lượng choán nước 1.526 tấn Anh (1.550 t) khi nổi và 2.424 tấn Anh (2.463 t) khi lặn. Chúng trang bị động cơ diesel dẫn động máy phát điện để cung cấp điện năng cho bốn động cơ điện, đạt được công suất 5.400 shp (4.000 kW) khi nổi và 2.740 shp (2.040 kW) khi lặn, cho phép đạt tốc độ tối đa 20,25 hải lý trên giờ (37,50 km/h) và 8,75 hải lý trên giờ (16,21 km/h) tương ứng. Tầm xa hoạt động là 11.000 hải lý (20.000 km) khi đi trên mặt nước ở tốc độ 10 hải lý trên giờ (19 km/h) và có thể hoạt động kéo dài đến 75 ngày.
Tương tự như lớp Gato dẫn trước, lớp Balao được trang bị mười ống phóng ngư lôi 21 in (530 mm), gồm sáu ống trước mũi và bốn ống phía phía đuôi tàu, chúng mang theo tối đa 24 quả ngư lôi. Vũ khí trên boong tàu gồm một hải pháo 4 inch/50 caliber, một khẩu pháo phòng không Bofors 40 mm nòng đơn và một khẩu đội Oerlikon 20 mm nòng đôi, kèm theo hai súng máy .50 caliber. Trên tháp chỉ huy, ngoài hai kính tiềm vọng, nó còn trang bị ăn-ten radar SD phòng không và SJ dò tìm mặt biển. Tiện nghi cho thủy thủ đoàn bao gồm điều hòa không khí, thực phẩm trữ lạnh, máy lọc nước, máy giặt và giường ngủ cho hầu hết mọi người, giúp họ chịu đựng cái nóng nhiệt đới tại Thái Bình Dương cùng những chuyến tuần tra kéo dài đến hai tháng rưỡi.
Plaice được đặt lườn tại Xưởng hải quân Portsmouth ở Kittery, Maine vào ngày 14 tháng 7, 1943. Nó được hạ thủy vào ngày 15 tháng 11, 1943, được đỡ đầu bởi cô Eleanor Fazzi, và được cho nhập biên chế cùng Hải quân Hoa Kỳ vào ngày 12 tháng 2, 1944 dưới quyền chỉ huy của Hạm trưởng, Thiếu tá Hải quân Clyde Benjamin Stevens, Jr.

## Lịch sử hoạt động

### 1944
Sau khi hoàn tất việc chạy thử máy và huấn luyện tại vùng bờ Đông Hoa Kỳ, Plaice khởi hành vào ngày 15 tháng 4, 1944 để hướng sang khu vực Thái Bình Dương ngang qua kênh đào Panama, và đi đến Trân Châu Cảng vào ngày 13 tháng 5, 1944.

#### Chuyến tuần tra thứ nhất
Khởi hành vào ngày 3 tháng 6, 1944 cho chuyến tuần tra đầu tiên trong chiến tranh, Plaice hoạt động tại khu vực quần đảo Bonin. Vào ngày 30 tháng 6, tại vị trí khoảng 43 nmi (80 km) về phía Tây Bắc quần đảo Mukojima, nó đã phóng một loạt bốn quả ngư lôi, và hai quả trúng đích đã đánh chìm pháo hạm Hyakufuku Maru (986 tấn) tại tọa độ 28°20′B 141°23′Đ / 28,333°B 141,383°Đ; 16 thủy thủ đã tử trận cùng con tàu. Đến ngày 5 tháng 7, nó tiếp tục phóng ngư lôi đánh chìm tàu rải lưới Kogi Maru (857 tấn) ở vị trí gần Chichijima, tại tọa độ 27°50′B 141°20′Đ / 27,833°B 141,333°Đ; ba thủy thủ đã tử trận cùng con tàu. Cuối cùng vào ngày 18 tháng 7, nó lại phóng ngư lôi đánh chìm Tàu săn ngầm số 50 (khoảng 300 tấn) ở vị trí phía Nam Thượng Hải, Trung Quốc, tại tọa độ 29°22′B 139°14′Đ / 29,367°B 139,233°Đ. Chiếc tàu ngầm kết thúc chuyến tuần tra khi quay về căn cứ tại đảo Midway.

#### Chuyến tuần tra thứ hai
Khởi hành vào ngày 17 tháng 8 cho chuyến tuần tra thứ hai, Plaice hoạt động tại khu vực quần đảo Ryūkyū. Lúc xế trưa ngày 7 tháng 9, nó phóng trúng đích một quả ngư lôi gây hư hại cho một tàu chở hành khách lớp Kongō Maru được cải biến thành tàu tuần dương phụ trợ. Đến ngày 24 tháng 9, nó lại phóng ngư lôi vào một  thiết giáp hạm lớp Fusō. Ba ngày sau đó trong biển Hoa Đông, nó phóng ngư lôi đánh chìm Tàu phòng vệ duyên hải số 10 (khoảng 800 tấn) ở vị trí 100 mi (160 km) về phía Tây Bắc đảo Amami Ōshima, tại tọa độ 29°26′B 128°50′Đ / 29,433°B 128,833°Đ; 148 thành viên thủy thủ đoàn đã tử trận cùng con tàu. Nó cũng gây hư hại nặng cho một tàu chở hàng với ba quả ngư lôi trúng đích. Nó kết thúc chuyến tuần tra khi về đến căn cứ Midway vào ngày 7 tháng 10, rồi sau đó cùng với tàu ngầm Thresher (SS-200) quay trở về Trân Châu Cảng.

#### Chuyến tuần tra thứ ba
Khởi hành từ Trân Châu Cảng vào ngày 9 tháng 11 cho chuyến tuần tra thứ ba, Plaice hoạt động ngoài khơi bờ biển các đảo chính quốc Shikoku and Kyūshū. Vào ngày 9 tháng 12, nó phóng ngư lôi tấn công tàu khu trục Maki, một quả đã trúng mũi tàu bên mạn trái, nhưng Maki chỉ bị hư hại và rút lui về cảng. Chiếc tàu ngầm tiếp tục tuần tra dọc các tuyến hàng hải về phía Đông eo biển Van Diemen về phía Nam đảo Kyushu mà không bắt gặp mục tiêu nào, nên quay trở về Guam vào ngày 20 tháng 12.

### 1945

#### Chuyến tuần tra thứ tư
Xuất phát từ Guam cho chuyến tuần tra thứ tư tại khu vực eo biển Luzon và Đài Loan, Plaice hoạt động trong thành phần một đội tấn công phối hợp ("Bầy sói") vốn còn bao gồm các tàu ngầm Archerfish (SS-311), Batfish (SS-310), Blackfish (SS-221), Scabbardfish (SS-397) và Sea Poacher (SS-406). Chuyến tuần tra dài ngày này mang lại ít kết quả, chỉ bắt gặp một đoàn tàu vận tải đối phương duy nhất, và ba đợt tấn công chỉ ghi được một quả ngư lôi trúng đích. Plaice quay trở về Midway vào ngày 23 tháng 3, 1945.

#### Chuyến tuần tra thứ năm
Trong chuyến tuần tra thứ năm từ ngày 26 tháng 4 đến ngày 13 tháng 6, Plaice xuất phát từ Midway để hoạt động tại khu vực quần đảo Kuril và biển Okhotsk. Nó không bắt gặp mục tiêu nào đáng kể, và đến ngày 13 tháng 5 nó phát hiện một đoàn bốn tàu chở hàng nhỏ và bốn tàu buồm. Sau khi đánh chìm bốn tàu chở hàng và hai tàu buồm bằng hải pháo, nó hết đạn 5 in (130 mm) và 40 mm nên dồn ép hai tàu buồm còn lại sát bờ biển để bắn phá chúng bằng đạn 20 mm. Năm ngày sau đó, nó lại bắt gặp bảy tàu đánh cá, và đạn pháo 20 mm cùng súng máy 0.5 caliber đã gây hư hại đáng kể cho hai chiếc trong số đó. Chiếc tàu ngầm kết thúc chuyến tuần tra tại Trân Châu Cảng.

#### Chuyến tuần tra thứ sáu
Khởi hành từ Trân Châu Cảng vào ngày 18 tháng 7 cho chuyến tuần tra cuối cùng trong chiến tranh, Plaice hoạt động trong biển Hoa Đông, nhưng không bắt gặp mục tiêu nào. Nó chỉ cứu vớt năm thành viên một đội bay máy bay ném bom B-25 Mitchell của Không lực, và chuyển họ sang một máy bay tuần tra hải quân. Sau khi Nhật Bản chấp nhận đầu hàng vào ngày 15 tháng 8, giúp chấm dứt vĩnh viễn cuộc xung đột, chiếc tàu ngầm quay trở về Midway chín ngày sau đó.
Plaice được cho xuất biên chế vào tháng 11, 1947, và được đưa về Hạm đội Dự bị Thái Bình Dương, neo đậu tại Xưởng hải quân Mare Island Vallejo, California. Nó được đưa ra hoạt động trở lại vào ngày 18 tháng 5, 1963 với ý định sẽ chuyển cho Brazil mượn trong thời hạn năm năm, và bàn giao cho Brazil vào ngày 7 tháng 9, 1963 trong khuôn khổ Chương trình viện trợ quân sự.

### Bahia(S-12)
Chiếc tàu ngầm nhập biên chế cùng Hải quân Brazil như là chiếc Bahia (S-12) tại Trân Châu Cảng, Hawaii cùng vào ngày 7 tháng 9, 1963, dưới quyền chỉ huy của Hạm trưởng, Trung tá Hải quân Abílio Simões Machado. Nó là chiếc tàu ngầm lớp Balao đầu tiên được cải biến tại Xưởng hải quân Brazil ở Rio de Janeiro; khi hình dạng tháp chỉ huy và kính tiềm vọng có hiệu quả thủy động lực học tốt hơn, và tốc độ đi ngầm tối đa tăng thêm một knot cũng như hoạt động im lặng hơn.
Bahia được cho xuất biên chế vào ngày 19 tháng 1, 1973. Con tàu được bán cho Bảo tàng Kỹ thuật tại São Paulo với ý định sẽ kéo đến Santos, Brazil và cải biến thành một tàu bảo tàng. Kế hoạch không thể thực hiện nên cuối cùng con tàu bị tháo dỡ sau một buổi lễ vào ngày 27 tháng 3, 1973.

## Phần thưởng
Plaice được tặng thưởng sáu Ngôi sao Chiến trận do thành tích phục vụ trong Thế Chiến II. Nó được ghi công đã đánh chìm bốn tàu Nhật Bản với tổng tải trọng 2.943 tấn.
|  |                           |  |
|  | Silver star · Bronze star |  |

| Dãi băng Hoạt động Tác chiến  |                                                                         |                                      |
| Huân chương Chiến dịch Hoa Kỳ | Huân chương Chiến dịch Châu Á-Thái Bình Dương với 6 Ngôi sao Chiến trận | Huân chương Chiến thắng Thế Chiến II |